# Mémoires de porc-épic
Mémoires de porc-épic est un roman d'Alain Mabanckou publié le 24 août 2006 aux éditions du Seuil.
Il reçoit le prix Renaudot 2006, par 6 voix contre 5 pour Marilyn, dernières séances de Michel Schneider au dixième tour de scrutin. Pour éviter les blocages après plusieurs scrutins infructueux, la voix du président, J. M. G. Le Clézio, compte double.

## Résumé
Le roman est raconté par un porc-épic, qui est le « double » d’un être humain, Kibandi, mais un double dit « nuisible ». À la différence des « doubles pacifiques » qui protègent et recherchent le bien, les doubles nuisibles sont destinés au mal. Alors qu’il attend sa mort d’un moment à l’autre, le porc-épic narrateur raconte son histoire à un baobab pour expliquer comment il s’est retrouvé pendant des années en association avec un être humain qui lui confiait des missions pour le moins étranges. Ils avaient la même vie, le même souffle et, liés pour le meilleur et pour le pire, ils étaient censés mourir le même jour et à la même heure puisque l'un n'était que le prolongement de l'autre. Mais voilà que Kibandi est assassiné et que, par surprise, le porc-épic est encore en vie ! Pourquoi n'est-il pas mort avec son « maître » ? Il sait que ses heures sont désormais comptées, et il doit se confier avant qu’il ne soit trop tard et qu'on ne garde de lui que l'image d'un animal méchant. 
Depuis son enfance Kibandi était lié au porc-épic narrateur par une initiation opérée par Papa Kibandi. Entre l’homme et l’animal s’est installé une relation au détriment des habitants du village, jusqu’au jour où l’association se heurte à un obstacle de taille : deux garçons, des jumeaux, qui ne vont pas se laisser faire. 

## Analyse

### Thème
Mêlant à la fois la fable, le conte et le fantastique, Mémoires de porc-épic est traversé par la parole, les symboles et l’éloge de la littérature, avec des références à Ernest Hemingway, Edgar Allan Poe, Luis Sepúlveda, La Fontaine, etc. 

### Style
Écrit d’une traite, avec pour seule ponctuation la virgule, Mémoires de porc-épic rappelle un autre roman de l’auteur, Verre cassé, paru en 2005 aux éditions du Seuil.

## Éditions
- Mémoires de porc-épic, éditions du Seuil, 2006,  (ISBN 2020847469).